# Футбольный матч Франция — Россия (1999)
Футбольный матч между национальными сборными Франции и России, проходивший в рамках 6-го тура четвёртой группы отборочного турнира к чемпионату Европы 2000 года, состоялся 5 июня 1999 года в субботу на стадионе «Стад де Франс» в пригороде Парижа Сен-Дени. Сборная Франции как действовавший чемпион мира, несмотря на 2-е место в группе, числилась безоговорочным фаворитом матча, поскольку не проигрывала уже более 14 месяцев, в то время как сборная России, не игравшая на чемпионате мира 1998 года и проигравшая первые три матча в отборе к Евро-2000, считалась аутсайдером противостояния. Встречу судил 43-летний англичанин Пол Деркин. Победа и даже ничья позволяли французам претендовать и далее на первое место в группе, в то время как сборной России требовалась только победа для сохранения хоть каких-либо реальных математических шансов на продолжение борьбы. Вопреки всем прогнозам, сборная России сенсационно победила Францию со счётом 3:2.
Впервые в новейшей истории сборная России одержала победу над действующими чемпионами мира, причём сделала это в официальном матче, что позволило ей вернуться в борьбу за место на Евро-2000. Франция проиграла впервые за 14 месяцев, потерпев первое поражение на «Стад де Франс», второе от России в новейшей истории и второе домашнее в официальных матчах с осени 1993 года. В этом матче Александр Панов забил 2 из своих 4 мячей в составе сборной России. Несмотря на успех, усилия российской сборной были перечёркнуты ничейным исходом матча Россия — Украина, состоявшимся 9 октября 1999 года.

## Положение в группе 4 накануне матча
|    | Команда  | И | В | Н | П | ГЗ | ГП | +/- | Очки |
| -- | -------- | - | - | - | - | -- | -- | --- | ---- |
| 1. | Украина  | 6 | 4 | 2 | 0 | 12 | 3  | +9  | 14   |
| 2. | Франция  | 5 | 3 | 2 | 0 | 8  | 3  | +5  | 11   |
| 3. | Исландия | 5 | 2 | 3 | 0 | 5  | 2  | +3  | 9    |
| 4. | Россия   | 5 | 2 | 0 | 3 | 13 | 8  | +5  | 6    |
| 5. | Армения  | 5 | 1 | 1 | 3 | 3  | 8  | -5  | 4    |
| 6. | Андорра  | 6 | 0 | 0 | 6 | 2  | 19 | -17 | 0    |

Накануне шестого тура сборная Франции занимала 2-е место с 11 очками, которые набрала благодаря трём победам и двум ничейным результатам, и разницей мячей +5. До игры против россиян французы пропустили всего дважды. Франция уступала обыгравшей Андорру Украине 3 очка, но имела матч в запасе. Россияне же занимали четвёртое место с 6 очками (в первых трёх турах команда не набрала ни одного очка), полученными за гостевую победу над Арменией 3:0 и домашнюю победу над Андоррой 6:1. Предыдущая встреча французов и россиян состоялась в Москве 5 октября 1998 года и завершилась победой французов со счётом 3:2, хотя россияне сумели по ходу встречи отыграться со счёта 0:2, а французы на последней минуте не реализовали пенальти и не сумели забить четвёртый гол. Французы могли позволить себе сыграть вничью теоретически, однако в связи с грядущими выездами «синих» на Украину и в Армению в прессе всячески подчёркивалось, что французы не намерены играть на ничью даже против россиян. У россиян не было иного варианта, кроме как побеждать чемпионов мира — для выхода на Евро-2000 с первого места россиянам надо было обязательно выигрывать все оставшиеся после матча с Андоррой поединки, и поражение от Франции могло свести шансы хотя бы на второе место фактически к нулевым. В случае победы математические шансы россиян занять место не ниже второго возрастали бы до 55 %.
До парижской игры против России французы проигрывали последний раз у себя дома в официальных матчах отбора на чемпионат мира или Европы только в 1993 году. 13 октября сборная Франции принимала сборную Израиля на «Парк де Пренс» в рамках отбора на чемпионат мира в США и проиграла 2:3, пропустив от израильтян на 21-й минуте, позже выйдя вперёд, но из-за технического брака и отданной инициативы пропустив голы в последние семь минут встречи. 17 ноября на том же стадионе в игре против Болгарии на 32-й минуте счёт открыл Эрик Кантона, однако на 37-й минуте после «пожара» в штрафной французов и последовавшего углового Эмил Костадинов сравнял счёт, а за 10 секунд до финального свистка после передачи Любослава Пенева забил победный гол и помог Болгарии вырвать у Франции путёвку на чемпионат мира. Россиянам же французы последний раз проигрывали 25 марта 1998 года в товарищеском матче в Москве, когда на 3-й минуте Сергей Юран забил быстрый гол после глупой ошибки вратаря Лионеля Летизи: в том составе, однако, не играл ряд сильнейших игроков французской сборной (в том числе Зидан и Бартез) по причине травм.

## Составы сборных

### Франция

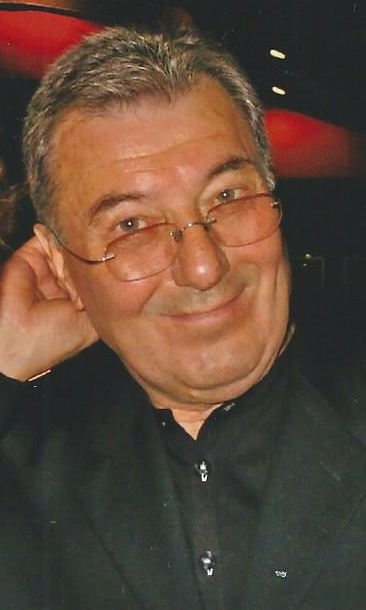
Роже Лемерр, главный тренер сборной Франции

По традиции, сборная Франции проводила подготовку на базе учебного центра «Клерфонтен» с 1 по 4 июня: перед этим 30 мая большая часть игроков сборной приняла участие в прошедшем в Марселе прощальном матче Жан-Пьера Папена, который вышел играть в составе сборной звёзд (ничья 2:2). У команды было запланировано пять тренировок, на две из которых допускались журналисты. Для главного тренера французской сборной Роже Лемерра головной болью стало отсутствие лидера национальной сборной Зинедина Зидана из «Ювентуса», который вёл сборную к победе год назад на чемпионате мира и заслуженно получил «Золотой мяч» от France Football в минувшем году. Из-за проблем со здоровьем Зидан не был заявлен на матч 27 марта 1999 года против Украины, что повлияло на атакующую мощь французов — в итоге счёт в матче так и не был открыт. 11 апреля 1999 года Зидан отыграл только первый тайм матча чемпионата Италии против «Болоньи» (ничья 2:2), после чего не вышел на второй тайм, сославшись на серьёзные боли в правом колене, хотя предыдущую встречу в рамках Лиги чемпионов против «Манчестер Юнайтед» он отыграл полностью, не жалуясь ни на какие повреждения. Анализ первоначально показал, что Зидан в любом случае пропустит ответный матч против «МЮ», но может вернуться на поле в следующем туре чемпионата Италии. Однако дальнейшее обследование установило, что у Зидана повреждён мениск и что восстановление продлится до августа, что исключило возможность появления Зидана на матчах против России и Андорры. Помимо этого, из-за травмы не могли сыграть защитник Биксант Лизаразю, который в игре против Украины прекрасно показал себя, и подвернувший ногу вратарь Стефан Порато, которого заменил в экстренном порядке Ульриш Раме. Также отмечалась физическая и моральная усталость игроков, которые готовились мысленно к завершению сезона и отпускам. Однако даже при таких обстоятельствах состав чемпионов мира рассматривался как гораздо более сильный, чем у российской сборной.
Место вратаря занял безоговорочный «номер один» французской сборной Фабьен Бартез. Лемерр решил включить в защиту игравших на высоком уровне Лорана Блана и Марселя Десайи, а также Лилиана Тюрама, чей уровень выступлений, по мнению тренера, даже вырос за минувший сезон. В качестве замены травмированному Лизаразю он предпочёл Венсана Кандела, который в играх за «Рому» продемонстрировал как высокие навыки игры в обороне, так и подключение в нападении, однако, в отличие от Лизаразю, бил лучше с правой ноги, а не с левой. В центр поля, по мнению Лемерра, можно было поставить и Алена Богоссяна, и Эмманюэля Пети, однако он не видел в новом составе на должности плеймейкера или диспетчера Робера Пиреса. В хорошей форме находились капитан сборной Дидье Дешам (несмотря на то, что он восстанавливался после травмы), которого мог заменить безболезненно Патрик Виейра, и молодой нападающий «Арсенала» Николя Анелька. Среди кандидатур на участие в матче сборной России были лучший бомбардир чемпионата Франции Сильвен Вильтор, который готов был поддержать Анелька в нападении, и дебютировавший в игре против Украины Викаш Дорасо. Лемерр также отмечал хорошее моральное состояние Юрия Джоркаеффа, несмотря на его уход из «Интера», но не видел Джоркаеффа в качестве альтернативы Зидана в сборной. Наконец, Лемерр не решился исключать из расположения сборной Франка Лебёфа, который настаивал на том, что должен играть в основном составе сборной хотя бы тогда, когда кто-то из основных игроков травмирован.
Касаемо тактики Роже Лемерр заявил, что его сборная будет придерживаться того же построения 3-2-4-1, что и в предыдущих встречах. На предматчевой конференции Лемерр заявил, что ключевой тактической задачей сборной в игре будет нейтрализация Александра Мостового как наиболее опасного игрока россиян — в предыдущей встрече в Москве два его стандарта помогли россиянам сравнять счёт, вследствие чего игроки не должны были фолить перед штрафной. Однако Лемерр не говорил о том, что будет, если Мостовой на поле не выйдет.

### Россия

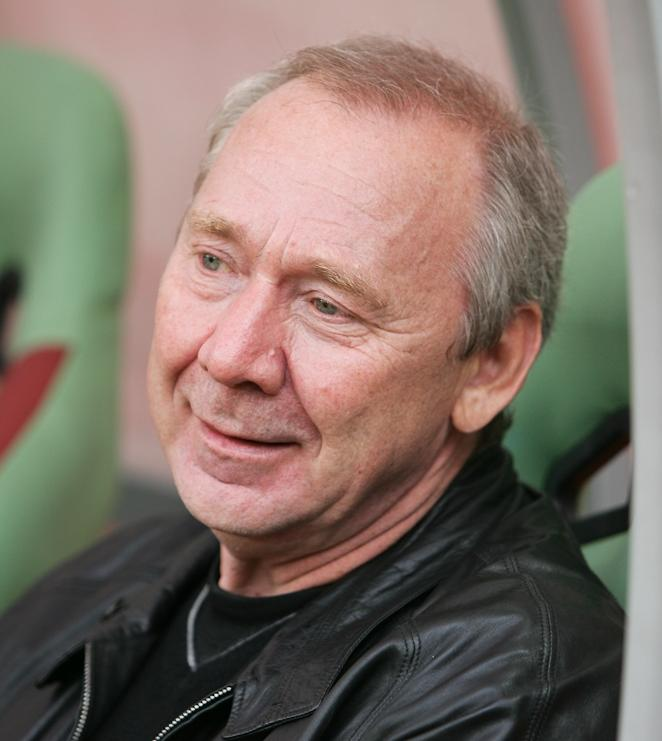
Олег Романцев, главный тренер сборной России

Перед игрой с Францией россияне провели 19 мая 1999 года товарищеский матч против Беларуси, сыграв вничью 1:1 и показав весьма посредственную игру, что вызывало беспокойство главного тренера сборной и московского «Спартака» Олега Романцева — оправданием было то, что сборная проводила несколько экспериментов. Открывший со штрафного счёт в матче против белорусов Александр Мостовой был лучшим в составе сборной России, но не мог играть полные 90 минут, а выдвинутый на острие Александр Панов не использовал несколько голевых моментов, что сказалось на реализации и убедительности игры сборной. В дальнейшем из-за проблем группы атаки с движением игра у сборной России разладилась, что привело к тому, что белорусы сравняли счёт. После игры против белорусов Романцев, недовольный выступлением, увёз в Тарасовку на сборы игроков своего клуба для подготовки к матчу чемпионата России против московского «Торпедо»; в игре против «автозаводцев» счёт не был открыт, а после матча спартаковцев чуть не наказали за то, что они решили выпить. К игре против Франции, однако, Романцев собрал в сборной всех сильнейших игроков, с которыми проводил сборы в Тарасовке и двустороннюю часовую встречу на стадионе «Алмаз». Игроки чемпионата России, которые составляли костяк команды, в отличие от подуставших к июню французов, были на пике формы в связи с разгаром российского первенства. Также в сборной были лучшие легионеры, которых отпустили клубы: среди них выделялись Александр Мостовой, Валерий Карпин, Владимир Бесчастных, Станислав Черчесов и Виктор Онопко. В заявку не попали Дмитрий Аленичев, который простыл и тренировался по индивидуальной программе, но психологически не был готов играть; отцепленный на основании результатов игры против Беларуси Сергей Юран; не имевший достаточного игрового опыта Александр Ширко и получивший растяжение мышц бедра вратарь Сергей Овчинников.
В качестве основного вратаря был выбран Александр Филимонов, который перед матчем с ЦСКА в чемпионате России получил травму, восстановившись к игре против «Торпедо», а на «двусторонке» перед матчем против Франции получил болезненный удар по носу от Алексея Смертина. В качестве последнего защитника (либеро) Романцев остановился на кандидатуре опытного Виктора Онопко, предпочтя его Игорю Чугайнову, и сохранил за ним капитанскую повязку. На левом фланге обороны вместо Игоря Яновского поставил Евгения Варламова, в центре перед Онопко был размещён на позиции центрального защитника Алексей Смертин, а справа вышел играть Дмитрий Хлестов. В центре полузащиты расположились Егор Титов и Александр Мостовой, которым на правом фланге помогал Валерий Карпин, а на левом — Андрей Тихонов. На острие атаки был выдвинут Александр Панов, считавшийся козырем сборной Романцева и обладавший лучшей по сравнению с Сергеем Юраном формой: два гола Панова помогли «Зениту» выиграть недавно состоявшийся финал Кубка России против «Динамо» со счётом 3:1. Под Пановым расположился Сергей Семак, который в последних перед матчем против Франции трёх турах чемпионата России отличился пять раз, но по большому счёту числился преимущественно запасным в команде Романцева.
Со слов члена тренерского штаба российской сборной Михаила Гершковича, после двусторонней встречи Романцев принял решение изменить расстановку игроков на парижский матч так, чтобы она не совпадала с типично «спартаковской» — им была выбрана расстановка 3-6-1 с вытекающим отсюда усилением средней линии. Несмотря на ожидаемую игру в два нападающих, Романцев решил насытить среднюю линию за счёт перевода в полузащиту Сергея Семака и оставить Панова как единственного нападающего. Перед игрой Александра Мостового беспокоила сильная травма паховых мышц — боль он испытывал и на тренировках в Москве, и на тренировке в Париже (за сутки до игры он почувствовал боль мышц в нижней части живота), однако, посоветовавшись с врачами Юрием Васильковым и Зурабом Орджоникидзе, Романцев решил позволить Мостовому сыграть на уколах первый тайм. Тренер россиян готовил на тренировках варианты игры и без Мостового, делая всё, чтобы французы не прознали о травме Мостового. В итоге о травме ключевого полузащитника российской сборной французы узнали только уже после окончания встречи. Олег Романцев в интервью российским журналистам за сутки до игры заявил, что уже окончательно определился со стартовым составом на встречу, а игрокам непосредственно перед матчем сказал, что у них есть шанс войти в историю, и призвал их этим шансом воспользоваться.

## Стадион и освещение в СМИ
На стадионе ожидалось присутствие около 80 тысяч зрителей. Болельщики французской сборной появились на стадионе «Стад де Франс» за три часа до начала матча. Перед игрой были приняты серьёзные меры безопасности: на стадион было запрещено проносить любые напитки в стеклянных бутылках, зонты, мотоциклетные шлемы и другие предметы, которые можно было использовать в качестве оружия — полиция приняла серьёзные меры на случай возможных массовых беспорядков. Однако ещё 1 июня произошло ЧП в парижском метро, когда из-за внезапного приступа потерял сознание контролёр, скончавшийся в больнице: некоторые люди обвинили мигрантов азиатского происхождения, с которыми тот переругивался в тот день, в покушении, из-за чего работники общественного транспорта объявили забастовку, которая прекратилась уже к пятнице. Арбитром встречи был назначен английский судья Пол Деркин, слесарь по профессии, который пользовался большим авторитетом в Англии, но не привлекался часто к работе на международных матчах. В сезоне 1998/1999 Английской Премьер-лиги Деркин в 27 встречах показал 78 жёлтых карточек (35 хозяевам) и 4 красных (3 хозяевам) — среди удалённых им в сезоне игроков были Жиль Гриманди («Арсенал») и Пол Скоулз («Манчестер Юнайтед»).
Поддержку сборной России в Париже оказывали всего около 100 человек — причиной тому были завышенные почти в три раза спекулянтами цены на билеты для иностранных туристов с 60 франков до 200, хотя у некоторых перекупщиков билеты стоили даже 800 франков (около 150 долларов США по тогдашнему курсу). Среди тех, кто собирался посмотреть матч с трибун, были игрок московского «Спартака» Эдуард Мор, оформлявший российское гражданство для того, чтобы играть за молодёжную сборную России; не попавшие в заявку на матч по решению тренерского штаба Сергей Юран и Александр Ширко; актёр Александр Фатюшин, известный футбольный болельщик; прилетевший из США по личному приглашению президента РФС Вячеслава Колоскова хоккеист Павел Буре, а также представители делегации РФС, в том числе председатель Всеобщей конфедерации профсоюзов Владимир Щербаков, участвовавший в конференции в Женеве и покинувший город на выходные специально для посещения матча.
Сборная России вылетела 4 июня из «Внуково» чартерным рейсом в Париж в 11 часов по московскому времени, а её самолёт сел в аэропорту «Шарль де Голль» около 13 часов дня по местному времени. Команда встретилась с представителями российских СМИ и российскими болельщиками (представителей СМИ других стран в аэропорту в момент прибытия сборной не было). По свидетельствам прессы, игроки основной сборной выходили в парадных костюмах от Юдашкина и обуви от ECCO и Bruno Mali, в то время как сопровождавшие её игроки молодёжной сборной, готовившиеся к игре против молодёжной сборной Франции в Бовэ, вышли в обычных спортивных костюмах. Команда расположилась в гостинице Le Grand Hotel в местечке Энген-ле-Бен (20 км до Парижа и 7 минут пути автобусом до Сен-Дени), о которой делегация РФС узнала от представителей Федерации футбола Украины. В тот же день россияне провели 45-минутную предыгровую тренировку на «Стад де Франс». Приезд сборной Франции в день игры транслировался на два широкоформатных экрана: через 10 минут после приезда на поле появились игроки, некоторые из которых раздавали автографы болельщикам. Спустя полчаса после появления на поле французской сборной на стадион вышли и российские игроки для разминки, а ещё через 15 минут после разминки игроки собрались в тоннеле для выхода на поле. В последние дни перед игрой в Париже было тепло и солнечно, однако в день самого матча похолодало и пошёл дождь, вследствие чего тренерским штабам пришлось потеплее одеваться.
В России матч показывал в прямом эфире телеканал ОРТ, а комментировал встречу Виктор Гусев, для которого репортаж из Парижа оказался одним из самых сложных и ответственных в его жизни в связи с высокой важностью матча. На французском телевидении игру показывал телеканал TF1, также трансляция игры шла на Международном французском радио (комментировал игру Ален Жиресс).

## Шансы
Букмекерские конторы перед игрой единодушно отдавали предпочтение сборной Франции, оценивая российские шансы хотя бы избежать поражения и тем более продолжить борьбу за место на Евро-2000 как крайне малые. Зарубежные конторы давали коэффициент на победу сборной России от 6.00 и выше (William Hill, Eurobet Sports, Bwettpunkt); российские конторы «Ампир» и «Офсайд» оценивали шансы сборной России на победу немного выше — коэффициентом в районе 4.5. В российских букмекерских конторах наиболее вероятным исходом ожидалась победа французов с разницей в 1 мяч: контора «Ампир» предлагала коэффициент 2.35 на то, что россияне откроют счёт; 8.5, что россияне будут вести в счёте к перерыву и удержат победу; 21.00 на то, что французы будут вести к перерыву, но проиграют матч. На основании данных по судейству Пола Деркина в минувшем сезоне чемпионата Англии букмекеры ожидали небольшое количество предупреждений (около 4-5).
Хотя звёзды французского футбола прошлых лет (игроки и тренеры) отдавали единодушное предпочтение сборной Франции, звезда французского футбола Мишель Платини заявил, что поскольку российская сборная числилась аутсайдером перед игрой и была фактически загнана в угол, от неё ожидалась особенно упорная игра, и недооценка российской сборной могла дорого стоить французам. Тренерский штаб французской сборной и игроки, рассчитывая на первое место в группе и намереваясь играть только на победу, также ожидали от россиян упорной борьбы за престиж и рассчитывали показать более открытый футбол, чем в мартовской игре против Украины. Советские и российские игроки прошлых лет, а также именитые тренеры также ждали от россиян не только борьбы до победного конца, но и хорошей игры, причём большая часть тренеров клубов РФПЛ была уверена в том, что, несмотря на тяжёлое турнирное положение, российская сборная добьётся победы даже против такой команды, как Франция. Тренер израильской сборной по футболу Шломо Шарф, под руководством которого израильтяне в 1993 году нанесли поражение французам со счётом 3:2, в газете «Спорт-Экспресс» призвал российских игроков настроиться на игру и сделать всё зависящее от себя, чтобы победить — игроки сборной Романцева, прочитав обращение, заявили прессе, что сделают всё возможное, чтобы повторить те успехи, которых добивалась сборная Шарфа.

## Матч

### Первый тайм

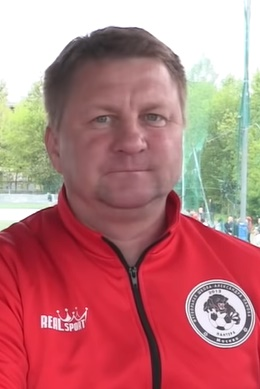
Александр Панов, забивший 2 гола

Матч начался примерно в 20:45 по парижскому времени после того, как символический первый удар по мячу нанёс ребёнок. Игра сборной России как в первом, так и втором тайме строилась с расчётом на Панова. В первой четверти встречи россияне играли строго от обороны, рассчитывая на контратаки и завершения атак Пановым — при этом подобный план не был свойственным для команды Романцева. Однако французы навязали россиянам высокий темп игры, что вылилось в получение Егором Титовым предупреждения уже на 1-й минуте за фол против Николя Анелька: это предупреждение для Титова стало вторым в квалификации, из-за чего он должен был пропустить следующий матч против сборной Исландии. Французы долгое время осаждали ворота Александра Филимонова, предпочитая играть верхом, а россияне надеялись на долгий розыгрыш мяча и контратаки: своими пассивными действиями они вызывали свист с трибун. Уже на 6-й минуте Кристоф Дюгарри беспрепятственно прошёл по левому флангу, пользуясь тем, что поскользнулся Дмитрий Хлестов, и низом пробил метров с 20, но Филимонов оказался на месте, парировав сложный удар в ближний угол и переведя мяч на угловой. На 9-й минуте Юрий Джоркаефф после розыгрыша «стенки» с Анелька чуть не пробил по воротам из выгодного положения, но защитники заблокировали удар, а через минуту предупреждение за грубую игру против Евгения Варламова получил Дидье Дешам.
Контратак со стороны россиян почти не было, поскольку тройка центральных полузащитников Мостовой—Титов—Семак не могла отвоевать центр поля у французского «кулака» Дешам—Пети—Джоркаефф — французский прессинг создавал в итоге численное преимущество французов вокруг мяча. Панов почти не вступал в игру, поскольку при своём росте не мог тягаться с рослыми защитниками. На 15-й минуте Александр Мостовой получил предупреждение за недисциплинированное поведение, а уже через минуту Джоркаефф создал самый опасный в первом тайме момент — снова воспользовавшись ошибкой российской обороны, он сместился с левого фланга в центр и пробил метров с 30 по воротам. Александр Филимонов отбил левой рукой мяч перед собой: в этот момент с правого фланга набежал Сильвен Вильтор, но Филимонов бросился в ноги и не дал ему совершить добивание. Только на 20-й минуте россияне создали первый опасный момент у ворот Бартеза благодаря финтам Андрея Тихонова, который, приняв мяч от Панова, с левого угла пробил по воротам — однако Марсель Десайи подставил ногу так, чтобы мяч в итоге попал в Бартеза. К середине тайма игра успокоилась, и французы стали терять игровое преимущество. По ходу всей игры Анелька в борьбе против российских защитников заработал массу штрафных ударов, но сам собственно не создал ни одного голевого момента: Алексей Смертин не давал ему нанести удар по воротам или даже отдать пас. В атаке Александр Панов стал действовать ярче, но чаще он либо попадал в положение «вне игры», либо зарабатывал угловые, с которыми французы легко справлялись. На 26-й минуте замену попросил Александр Мостовой, который даже на уколах не сумел доиграть до конца тайм — даже если не учитывать травму, Мостовой из-за полученной второй за отборочный цикл карточки, как и Титов, уже не мог сыграть следующую встречу против Исландии. Романцев планировал выпустить вместо Мостового в случае необходимости либо Илью Цымбаларя, либо Дмитрия Хохлова, остановившись на последнем — тот удачно вписался в игру, переведя Сергея Семака ближе к нападению.
На 29-й минуте Кристоф Дюгарри после прострела Николя Анелька с правого фланга в результате трёхходовой комбинации поразил ворота Филимонова, однако судья зафиксировал офсайд у Дюгарри. В интервале с 25-й по 45-ю минуту российская команда, когда игра уже была более-менее равной, стремилась не задерживать мяч в центре поля, а забрасывала его вперёд на Панова или старалась ложными манёврами высвободить пространство для рывков Хохлова или Карпина. На 36-й минуте Хохлов опасно ворвался в штрафную французов, но Десайи в прыжке снял мяч с его ноги, не дав ему забить. И лишь на 38-й минуте первая действительно осмысленная атака сборной России завершилась голом, забитым в нетипичной для российских форвардов манере. Сначала Дмитрий Хохлов устоял в борьбе с Эмманюэлем Пети и Лораном Бланом, прежде чем отдать пас на Валерия Карпина, который прорвался по левому флангу французской обороны и отпасовал на Егора Титова, выдержав перед этим классическую паузу. Титов, в свою очередь, опасно прострелил в штрафную: мяч после прострела Титова угодил в руку Венсану Кандела, который тот выставил в надежде прервать прострел, не имея возможности поступить по-другому. После рикошета от Кандела мяч вылетел на Александра Панова, который в падении внёс мяч в ворота — ни Лилиан Тюрам, ни Фабьен Бартез не смогли помешать Панову. Конец первого тайма прошёл под диктовку сборной России, и на перерыв команды ушли при счёте 1:0 в пользу команды Олега Романцева — французов, у которых не хватало сил на конец тайма, освистывали собственные болельщики. Время первого тайма с учётом пауз и компенсированного времени составило 46:39.

### Второй тайм

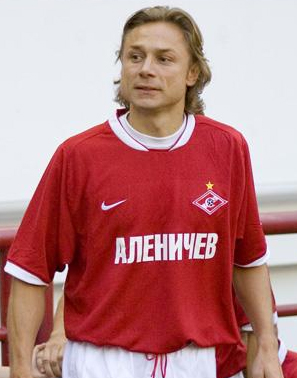
Валерий Карпин, участвовавший в первой голевой атаке и забивший третий гол

В начале второго тайма россияне отдали инициативу французам, которые снова обрушили шквал атак на ворота Филимонова сразу же после возобновления игры. В совокупности с неудачной игрой защитников и слабого взаимодействия полузащиты с обороной это вылилось в фол на 48-й минуте: Евгений Варламов переиграл Сильвена Вильтора в воздухе, но после ошибки Сергея Семака и перехода мяча к французам вынужден был фолить против Анелька, за что судья назначил штрафной в 30 метрах от ворот и выписал Варламову предупреждение. Несмотря на то, что Эмманюэль Пети бил со штрафного в тот же угол, куда прыгал Филимонов, выставивший ногу Сергей Семак дезориентировал вратаря и изменил траекторию мяча, вследствие чего тот залетел в противоположный угол ворот. Таким образом, Эмманюэль Пети после невольного рикошета сравнял счёт — мяч прошёл совсем рядом с ногой Филимонова. На 50-й минуте предупреждение получил вратарь французов Фабьен Бартез за перепалку с Валерием Карпиным: тот якобы мешал Бартезу ввести мяч в игру, и вратарь толкнул Карпина в спину. На 53-й минуте, спустя 5 минут после гола Пети, проблемы в российской обороне вылились во второй гол. Сильвен Вильтор, воспользовавшись секундной заминкой российской полузащиты и неграмотным выносом мяча Евгением Варламовым вперёд, благодаря пасу от Дидье Дешама совершил рывок из центрального круга по правому флангу к штрафной российской команды, пробежав метров 30 и не дав россиянам даже ничего предпринять. Варламов не догнал Вильтора вовремя, а Онопко выбрал неверную позицию и не воспрепятствовал его удару — француз легко отправил мяч под Филимонова, выведя «трёхцветных» вперёд со счётом 2:1. Варламов за весь матч достаточно много фолил, и в некоторых случаях его фол мог тянуть даже на вторую жёлтую карточку.
По истечении часа игрового времени тренеры сделали по замене — Роже Лемерр решил играть на удержание счёта и выпустил вместо нападающего Кристофа Дюгарри опорного полузащитника Патрика Виейра для усиления средней линии, в то время как Олег Романцев заменил инертного и уставшего Сергея Семака на второго нападающего Владимира Бесчастных, который неплохо смотрелся с Пановым в игре против Беларуси и активно включился в матч против французов — таким образом, россияне играли уже в два нападающих, используя фланги. С 65-й минуты и до конца встречи россияне снова постоянно забрасывали вперёд или ложными манёврами высвобождали пространство для прорывов по флангам. Несколько минут последовавших после выхода Бесчастных российских атак не принесли успеха — после углового и скидки Хохлова Титов пробил в упор, но попал в защитника. Ответом стала ещё одна атака Вильтора на ворота Филимонова, завершившаяся очередным сэйвом российского вратаря на фоне позиционной ошибки Онопко. На 72-й минуте Романцев провёл последнюю замену: вместо хорошо игравшего Андрея Тихонова, который в какой-то момент уже «затаскал» Сильвена Вильтора, но сильно устал, на поле вышел Илья Цымбаларь, который не запомнился ничем особенным в последних матчах чемпионата России — подобная замена была откровенным риском. Цымбаларю, по задумке Романцева, предстояло выключить Вильтора из игры полностью. Позже Романцев признался, что изначально хотел заменить не Тихонова, а Карпина.
На 75-й минуте Дидье Дешам начинал атаку во французской штрафной, отдав пас направо Лилиану Тюраму, но тот выбил мяч налево верхом, который в районе центрального круга подхватил Дмитрий Хлестов и тут же забросил со всей силы мяч вперёд на Александра Панова, после чего схватился за голову: по словам игроков, Хлестов решил, что поступил неправильно, так как должен был попытаться сыграть низом, хотя перед этим Панов сигнализировал о том, что именно ему следовало отдать мяч. Панов не дал в этот раз заманить себя в офсайдную ловушку: первым касанием он обработал и пробросил себе мяч на ход, уйдя немного вправо, затем на скорости убежал от шедшего справа Венсана Кандела и приближавшегося слева Марселя Десайи, которые при своих габаритах не могли догнать скоростного Панова из-за банальной физической усталости, и затем с 17 метров и острого угла нанёс хлёсткий удар в ближний угол ворот Бартеза, забив мяч небольшим рикошетом от штанги. Этот гол также был забит в манере, не характерной для российских нападающих, к тому же такого проникающего паса от Хлестова не ждал никто. По свидетельству Панова, весь стадион и скамейка сборной Франции замолчали после этого гола на какое-то время.
Несмотря на сам факт ничейного результата, российской сборной надо было выигрывать, чтобы сохранить шансы на попадание на Евро-2000, и команда Олега Романцева продолжила борьбу до победы. Французская сборная при открытом футболе шла на штурм ворот Филимонова, однако ещё один удар Вильтора российский вратарь отразил, прервав несколько опасных прострелов и навесов. Ответами были несколько атак с правого фланга, в которых могли забивать и Цымбаларь после поперечного перевода Карпина (удар с лёту чуть мимо ближнего угла), и Хохлов после острого паса Карпина и своего сольного прохода (мяч прошёл рядом с дальней штангой), и даже Панов (в падении ногой не достал мяч после удара Хохлова). И всё же на 85-й минуте после паса Евгения Варламова, оттолкнувшего Юрия Джоркаеффа, на Виктора Онопко последний забросил мяч на левый фланг на ход Владимиру Бесчастных, начав третью голевую атаку сборной России. Тот сумел зацепиться за мяч и опередил Лорана Блана и Лилиана Тюрама, стянув их и чуть не столкнув их лбами — примерно в такой же манере Зинедин Зидан организовал третий гол в московском матче, отдав на Робера Пиреса мяч, который позже был забит Аленом Богоссяном. Бесчастных аналогично отдал пас набегающему в штрафную площадь Илье Цымбаларю. Тот, выдержав паузу, сделал вид, что отдаёт пас в центр, но в итоге пошёл дальше и сделал прострел вдоль линии ворот, обманув сразу трёх французских защитников — Тюрама, Десайи и Кандела. Панов в борьбе с французским защитником Кандела упал и не успел к мячу, однако не прикрытый никем Валерий Карпин набежал с правого фланга и, несмотря на бросившегося в ноги Пети, мощным ударом поразил пустые ворота французской сборной, сделав счёт 3:2 — никто из французских защитников уже не мог воспрепятствовать. Лемерр поспешил исправлять ситуацию, убрав на 89-й минуте с поля провалившего матч Венсана Кандела, который был виновен в разной степени во всех трёх пропущенных голах, и выпустив Робера Пиреса. Ко второму тайму Деркин добавил четыре минуты, за которые французы, однако, ничего толкового не создали. В самом конце встречи Юрий Джоркаефф столкнулся с Дмитрием Хохловым, а спустя некоторое время после стычки, постояв, упал на газон. Джоркаеффа унесли на носилках с поля, хотя никаких серьёзных повреждений позже врачи не диагностировали, а сам Юрий в подтрибунном помещении сказал журналистам, что ему просто внезапно стало плохо. Джоркаеффа заменил Ален Богоссян, однако даже с учётом почти 5 переигранных минут французы не спасли матч. Команды отыграли 51:58, прежде чем прозвучал финальный свисток, зафиксировавший первую победу России над действовавшими чемпионами мира.

## Итоговый отчёт
| 5 июня 1999 20:45 UTC+1                  | \| Франция \| 2 : 3 \| Россия \| \| Эмманюэль Пети 48′ · Сильвен Вильтор 53′ \| Голы \| 38′, 75′ Александр Панов · 87′ Валерий Карпин \| | Стадион: «Стад де Франс», Сен-Дени Зрителей: 78 788 Судья: Пол Деркин |
| Отчёт                                    | |                                                                       |
| Франция                                  | 2 : 3 | Россия                                                                |
| Эмманюэль Пети 48′ · Сильвен Вильтор 53′ | Голы | 38′, 75′ Александр Панов · 87′ Валерий Карпин                         |

| Франция | Россия |

| ФРАНЦИЯ:        |    |                  |     |     |
|                 |    |                  |     |     |
| ВР              | 1  | Фабьен Бартез    | 50' |     |
| ЗЩ              | 2  | Венсан Кандела   |     | 89' |
| ЗЩ              | 3  | Лилиан Тюрам     |     |     |
| ЗЩ              | 5  | Лоран Блан       |     |     |
| ЗЩ              | 8  | Марсель Десайи   |     |     |
| ПЗ              | 4  | Эмманюэль Пети   |     |     |
| ПЗ              | 7  | Дидье Дешам      | 10' |     |
| ПЗ              | 6  | Юрий Джоркаефф   |     | 90' |
| НП              | 10 | Сильвен Вильтор  |     |     |
| НП              | 9  | Николя Анелька   |     |     |
| НП              | 11 | Кристоф Дюгарри  |     | 59' |
| Замены:         |    |                  |     |     |
| ПЗ              | 12 | Викаш Дорасо     |     |     |
| ПЗ              | 13 | Кристиан Карамбё |     |     |
| ПЗ              | 14 | Ален Богоссян    |     | 90' |
| ПЗ              | 15 | Робер Пирес      |     | 89' |
| ВР              | 16 | Ульриш Раме      |     |     |
| ПЗ              | 17 | Патрик Виейра    |     | 59' |
| ЗЩ              | 18 | Франк Лебёф      |     |     |
| Главный тренер: |    |                  |     |     |
| Роже Лемерр     |    |                  |     |     |

| РОССИЯ:         |    |                     |     |     |
|                 |    |                     |     |     |
| ВР              | 1  | Александр Филимонов |     |     |
| ЗЩ              | 3  | Евгений Варламов    | 47' |     |
| ЗЩ              | 7  | Виктор Онопко       |     |     |
| ЗЩ              | 2  | Дмитрий Хлестов     |     |     |
| ЗЩ              | 5  | Алексей Смертин     |     |     |
| ПЗ              | 4  | Сергей Семак        |     | 60' |
| ПЗ              | 6  | Александр Мостовой  | 15' | 26' |
| ПЗ              | 8  | Валерий Карпин      |     |     |
| ПЗ              | 9  | Егор Титов          | 1'  |     |
| ПЗ              | 11 | Андрей Тихонов      |     | 72' |
| НП              | 10 | Александр Панов     |     |     |
| Замены:         |    |                     |     |     |
| ВР              | 12 | Станислав Черчесов  |     |     |
| ЗЩ              | 13 | Игорь Чугайнов      |     |     |
| ПЗ              | 14 | Илья Цымбаларь      |     | 72' |
| ПЗ              | 15 | Дмитрий Хохлов      |     | 26' |
| ПЗ              | 16 | Игорь Яновский      |     |     |
| НП              | 17 | Владимир Бесчастных |     | 60' |
| ПЗ              | 18 | Виктор Булатов      |     |     |
| Главный тренер: |    |                     |     |     |
| Олег Романцев   |    |                     |     |     |

### Статистика команд
| Франция | Показатели                | Россия |
| ------- | ------------------------- | ------ |
| 2       | Голы                      | 3      |
| 15      | Удары по воротам          | 8      |
| 8       | Удары в створ ворот       | 4      |
| 7       | Удары из-за штрафной      | 1      |
| 8       | Удары в пределах штрафной | 7      |
| 5       | Голевые моменты           | 5      |
| 40 %    | Реализация                | 60 %   |
| 5       | Угловые                   | 6      |
| 1       | Положения вне игры        | 5      |
| 16      | Фолы                      | 14     |

## Реакция на результат

### Франция
Французские болельщики были расстроены результатом, однако проводили российскую сборную овациями. Случаев послематчевых беспорядков в Париже зафиксировано не было: уже спустя 20 минут после финального свистка стадион опустел. Игроки французской сборной пребывали в состоянии шока и не говорили ничего в раздевалке после игры. Сам Роже Лемерр после матча в интервью французским журналистам сказал, что его игрокам было крайне тяжело принять не только поражение от России, но и тот факт, что французы в итоге опустились на третье место в группе, пропустив не проигравшую ни одного матча Исландию вперёд. По его словам, команда в первом тайме пыталась играть, забрасывая мяч глубоко и надеясь на Анелька, однако этот замысел не оправдался, а французскую команду в итоге погубила медлительность в действиях. Лемерр отверг «самодовольные оправдания», заявив, что его команда должна была научиться играть без Зидана в составе. Президент Федерации футбола Франции Клод Симоне после матча заявил, что очень опасался, что уставшие за сезон игроки не смогут приложить достаточных усилий, чтобы не проиграть; также высказались и французские игроки после поражения.
- Кристоф Дюгарри, заменённый во втором тайме, сказал, что его команда «почивала на лаврах» и недооценила российскую сборную, что вылилось в поражение и три пропущенных мяча. Также, по его словам, Лемерр внушал игрокам мысль, что ничья могла бы быть неплохим результатом[45][51].
- Капитан сборной Дидье Дешам заявил, что русские игроки были свежее, поскольку их чемпионат стартовал всего три месяца назад и продолжался, в то время как французский уже закончился, но отметил, что этим нельзя оправдывать поражение, поскольку на такие ошибки в обороне французы как чемпионы мира права не имели[45][51]. Дешам заметил, что у его сборной был разрыв между линиями, как в матче против Израиля 1993 года[53].
- Лоран Блан утверждал, что российская команда доставляла неприятности французам с первой и до последней минуты матча, даже проигрывая по ходу матча, а французская команда ошиблась с расстановкой и заменами. По его словам, в контратаке, приведшей к третьему голу, русские распорядились численным преимуществом, а действия Лемерра по удержанию ничейного результата привели к итоговому проигрышу[45][51][53]
- Марсель Десайи был откровенно раздосадован результатом и лаконично заявил: «Мы проиграли просто потому, что играли плохо»[51].
- Забивший первый гол Эмманюэль Пети также отметил отличную физическую форму россиян по ходу встречи и сказал, что в конце игры французская сборная сильно «просела» физически[53].
- Забивший второй гол Сильвен Вильтор сказал, что прекрасно знал о невысоких скоростях российских защитников и поэтому решил не отдавать мяч прикрытому Николя Анелька, а пробить самому, и в итоге сумел переиграть Виктора Онопко и выйти на ударную позицию[53].

Французская пресса выпустила небольшой объём материалов по матчу в воскресенье и достаточно крупный в понедельник, будучи если не раздосадованной, то озабоченной итогом игры. В пресс-ложе «Стад де Франс», по воспоминаниям Игоря Рабинера, французские журналисты смотрели на праздновавших победу россиян «со страдальческими лицами».
- Газета L'Equipe вышла 6 июня с заголовком на первой странице «Холодный удар» (фр. Un coup de froid), отмечая в своих публикациях, что Роже Лемерру необходимо провести серьёзные изменения в составе сборной к игре 4 сентября против Украины, чтобы команда не пропустила Евро-2000. По мнению журналистов, Лемерр допустил ключевую ошибку, заменив Дюгарри на Виейра для укрепления средней линии и не сдержав в итоге натиск россиян, а в сборной Франции весь матч смотрелся достойно только Сильвен Вильтор. Отмечая игру Панова, газета обыграла его фамилию со словом «panne» (с фр. — «авария»)[53]. Также L'Equipe напоминала, что ещё в предыдущем матче против Украины французской сборной поступали явные зннаки о том, что они более не могут использовать наработки Эме Жаке в матчах, чтобы добиваться победы[54].
- Интервью Роже Лемерра и игроков опубликовала газета Libération, отметив, что Франция в обоих таймах по 25 минут сдерживала сборную России, однако оставшегося времени россиянам вполне хватило, чтобы нанести первое поражение французам на «Стад де Франс». Из россиян журналисты отметили Александра Панова, прозвав его «стремительным троллем»[53], который заставил «страдать знаменитую французскую оборону»; Валерия Карпина, который увёл три очка «из-под носа игравшего с травмой Лорана Блана», и игру Ильи Цымбаларя, выход которого стал «победным ходом» со стороны Романцева[53]. Журналисты также отметили крайне плохую игру Патрика Виейра и предположили, что французам придётся перестраивать оборону против Андорры[51].
- Издание France Soir, комментируя высокий уровень выступления Панова, также отметила плохое взаимодействие обороны Франции с другими линиями и серию индивидуальных ошибок, а также напомнила, что россияне второй раз за три года обыграли французов[53].
- Газета Le Figaro оценила высоко технику российских футболистов и игру на флангах, но отметила уязвимость обороны и заявила, что французы должны были справляться с такой обороной. Подводя итог матча, она предупредила, что в случае, если Россия и Франция сравняются по очкам в конце отборочного турнира, у россиян наверняка будет преимущество по дополнительным показателям, что позволит России опередить Францию в турнирной таблице[53].
- Газета Le Journal du Dimanche писала, что миф о взлёте французской сборной на волне домашнего чемпионата мира развеялся как раз после матча против России в Сен-Дени. Она отметила, что россияне выбрали верную тактику контратак, отказавшись от ничего не дающего им территориального преимущества, и предупредила, что французам придётся обыгрывать и Украину, и Исландию в оставшихся встречах, чтобы выйти на Евро[54].

### Россия
Игроки сборной России отметили победу над Францией, запрыгнув в мини-джакузи в раздевалке и бурно выкрикивая слова радости, а Олег Романцев, по словам Валерия Карпина, даже воскликнул «Порвали козлов!». После игры командой был вскрыт конверт, в котором перед игрой актёр Александр Фатюшин разместил свой прогноз на матч — оказалось, что Фатюшин верно угадал и исход матча, и счёт. Матч в России смотрели многие телезрители: в Москве после первого гола Александра Панова болельщики на радостях запустили десятки осветительных ракет, а незадолго до часа ночи, когда завершился матч, на улицы Москвы, Петербурга и других городов выбежали болельщики праздновать победу — одни прыгали в фонтаны, другие запускали петарды и фейерверки. Апофеозом торжеств стал торжественный марш по Тверской улице болельщиков, которому не мешала милиция, также поздравлявшая граждан с победой сборной. По сообщениям телефонных служб, ночью было зафиксировано напряжение в сети в связи с огромными звонками москвичей друг другу и поздравлениями с победой. Уже на следующий день, в воскресенье, 6 июня команда вернулась в Москву, встретившись с болельщиками, а позже от имени игроков и тренеров отправила в адрес ОРТ телеграмму с благодарностью болельщикам за поддержку в матче против Франции.
В воскресенье в российской прессе ожидались публикации, приуроченные к 200-летию со дня рождения Александра Сергеевича Пушкина, однако результат матча в Сен-Дени на долгое время стал главной новостью российских газет, журналов, телевидения и радио. Спортивная пресса даже сравнивала победу с недавним финалом Лиги чемпионов УЕФА в Барселоне (по совпадению, он прошёл в один день с финалом Кубка России, в котором Александр Панов оформил свой дубль), проводя параллели между двумя голами, забитыми в компенсированное время «Манчестером Юнайтед» и принесшими ему заветный трофей Лиги чемпионов, и двумя голами, забитыми россиянами в последние 15 минут матча и принесшими им победу над чемпионами мира, а также предлагала признать 5 июня национальным праздником. Команду поздравляли с победой как руководители РФС, так и ветераны советского футбола, отметив высокие бойцовские качества российских игроков и особенно выделив Александра Панова; спортивные журналисты же отметили тренерский гений Олега Романцева, который угадал с заменами, и открытый футбол в исполнении российской сборной, которая сумела воспользоваться шансами.
Непосредственно на пресс-конференции после игры Олег Романцев сказал, что его команда превзошла французов по многим факторам, несмотря на то, что в атаке могла реализовать больше голевых возможностей, а в обороне порой допускала детские ошибки (это Романцев списал на возможную нервозность, возникшую после первого гола Панова, и неверие игроков в реальность счёта на табло). Романцев отметил высокое мастерство всех игроков команды, включая сэйвы Александра Филимонова (в том числе после удара Джоркаеффа и добивания Вильтора), два гола Александра Панова и голевую передачу Ильи Цымбаларя, которой, по словам Романцева, «ещё долго будет восторгаться футбольная Европа», а также самоотверженную игру Егора Титова, которого постоянно били по ногам и у которого так опухло плечо к перерыву, что Романцев с большим трудом решился оставить его на поле, невзирая на риск возможной травмы. Тренер россиян иронически отозвался о том, что Деркин компенсировал 4 минуты во втором тайме, отняв у Романцева своим решением «ещё лет пять жизни». Помимо этого, Романцев выразил надежду, что победа над Францией станет не столько триумфом и поводом для эйфории в стране, сколько трамплином для будущих успехов российской сборной. Врач российской сборной Юрий Васильков сообщал, что у игроков российской команды были диагностированы много ушибов (в том числе у Титова, Тихонова, Панова и Хлестова), однако повреждения не были серьёзными, чтобы вывести кого-то из строя.
О матче в Сен-Дени каждый из игроков сборной позже неоднократно вспоминал, отмечая не только мастерство участников той игры, но и силу воли российской команды:
- Александр Панов описывал в первых послематчевых интервью и в последующих встречах оба своих гола следующим образом. В эпизоде с первым голом из-за рикошета от Венсана Кандела Фабьен Бартез «потерял ворота», а Панов оказался в нужном месте и подставил ногу[62]. В эпизоде со вторым голом Панов, готовый к передаче верхом от Хлестова, первым касанием обработал мяч, потом катнул вперёд, чтобы уйти от летевшего на него Десайи, который мог въехать в Панова прямой ногой, и обвёл ударом Бартеза благодаря рикошету от штанги[11]. В эпизоде с третьим голом Панов не смог попасть по мячу потому, что его толкнули в штрафной. Победу Панов посвятил своему отцу, у которого день рождения был 8 июня[63].
- Вратарь россиян Александр Филимонов сказал, что за всю игру ему приходилось многократно бороться в штрафной с такими рослыми игроками, как Блан и Десайи; по его словам, в эпизодах с обоими голами французов у него не было шансов выручить команду, поскольку Пети во многом помог рикошет, а Вильтор отправил мяч аккурат между ног, обладая достаточным временем. По словам вратаря, команда потратила огромное количество сил на то, чтобы удержать победу над французами, и оставила все эмоции на поле, вследствие чего на следующие матчи сборной и клуба Александр выходил буквально опустошённым. С того матча у него хранится вратарский свитер[11].
- Забивший третий гол Валерий Карпин говорил, что последние 15 минут для него были «как в тумане» из-за невероятной усталости[64]. Он отметил, что для футболистов и болельщиков это была одна из самых запоминающихся игр в истории, поскольку французы, пребывавшие в статусе чемпионов мира, впервые за долгое время потерпели поражение, причём от команды, которой после пяти туров никто не давал никаких шансов. По словам Карпина, французы так возмутились поражению, что в 2002 году в товарищеском матче против России (0:0) очень хотели взять реванш, не стесняясь грубить и даже подравшись в подтрибунном помещении после финального свистка[30].
- Егор Титов, участвовавший в первой голевой атаке и постоянно получавший по ногам от французов во время игры, сказал, что совершил фол в начале игры исключительно из-за нервозности и сильного волнения, однако в критический момент сумел подавить в себе упаднические настроения и помочь команде довести игру до победы[11].
- Александр Мостовой, ушедший с поля на 26-й минуте, сказал, что чувствовал на предматчевой тренировке боли в паху, однако очень хотел сыграть и поэтому в день игры ему пришлось делать многократно уколы. Боль, однако, не проходила, и Мостовой вынужден был попросить о замене. После матча врачи сказали, что тот «вообще порвал всё, что только можно», вследствие чего Мостовому пришлось сделать операцию. О самой игре Мостовой говорил, что в какой-то момент сборной повезло, но в целом она превзошла Францию по игре[30].
- Владимир Бесчастных, который участвовал в третьей голевой атаке, был убеждён по ходу матча, что команда сможет спасти игру, а разыгранная с Цымбаларём и Карпиным комбинация в третьем голе им была названа «чисто спартаковским результатом отличной комбинации»[30].
- Евгений Варламов, чьи ошибки привели к обоим голам французов, списывал эпизод со вторым голом французов на то, что не умел действовать на позиции левого защитника, поскольку привык играть в ЦСКА под руководством Олега Долматова именно в центре обороны, и поэтому вынужден был перестраиваться. Впрочем, Филимонов в защиту Варламова говорил, что против скоростного Сильвена Вильтора борьбу мог проиграть любой защитник[11]. Сам Варламов говорил, что у сборной, в отличие от прошлых встреч, не опустились руки при счёте в пользу противника[65].
- Сам главный тренер Олег Романцев позже вспоминал, что был уверен в победе своей команды[32], однако результат в Париже был достигнут благодаря его интуиции. Во-первых, миниатюрный, но более скоростной Александр Панов вышел в стартовом составе, поскольку мог бы напрягать французскую защиту лучше, чем более габаритный Владимир Бесчастных. Во-вторых, изначально Сергей Павлов и Михаил Гершкович советовали Романцеву убрать Карпина и выпустить Цымбаларя, однако Романцев, предложил убрать не Карпина, а Тихонова, и эта замена сработала[30].

### За рубежом
На Украине была достаточно сдержанная реакция: хотя главный тренер сборной Украины Йожеф Сабо заявил, что у сборной России были предпосылки для победы над Францией, и команда ими грамотно воспользовалась, а исход матча в Сен-Дени лишь напомнил Украине об обязанности выигрывать все оставшиеся матчи перед очной встречей с россиянами 9 октября. В редакционной статье украинского еженедельника «Футбол» были высоко оценены игровые качества Панова, у которого особо было выделено голевое чутьё, поставленный удар и рывок. Однако отмечалось, что несмотря на «славянское единство», радоваться этой победе очень сложно, так как она вызывает новые проблемы перед сборной Украины. С другой стороны, в Италии многие были приятно удивлены исходу: чемпион мира 1982 года Алессандро Альтобелли сказал, что российские тренеры извлекли уроки из недавних игр еврокубков и смогли впервые обыграть чемпионов мира в гостях, а корреспондент La Gazzetta dello Sport во Франции Джампьеро Агус сказал, что у российских болельщиков появился повод для радости. В Израиле газеты «Хаарец», «Маарив» и «Едиот Ахронот» не преминули вспомнить игру 13 октября 1993 года, когда по точно такому же сценарию на «Парк де Пренс» израильская сборная, открыв счёт в матче и пропустив два мяча, сумела вырвать победу над Францией. Израильская пресса выделила не только Панова, но и Карпина, чью хорошую игру отметил его одноклубник Хаим Ревиво. В Армении от лица главного тренера «Арарата» Аркадия Андриасяна были направлены поздравления российской сборной, которая превзошла французов на поле, и пожелания удачи в следующих играх. Наконец, в новостях немецкого телеканала DSF и австрийского телеканала ORF 1 заявили, что у французов после поражения выросли риски пропустить чемпионат Европы 2000 года.

## Дальнейшие последствия
Победа сборной России над Францией вернула россиянам шансы как минимум на 2-е место в группе, для чего российской команде необходимо было выиграть все оставшиеся матчи против четырёх других команд — Исландии, Армении, Андорры и Украины. В случае ничейного результата в игре Украина — Франция 4 сентября и побед в оставшихся встречах россияне занимали в таком случае 1-е место, а уже от дальнейших выступлений французов и украинцев зависело, кто попадёт в стыковые матчи. Сборную России на следующем матче против Исландии, состоявшемся 9 июня 1999 года на московском стадионе «Динамо» (победа 1:0), приветствовали как национальных героев — стартовый состав российской сборной на следующий матч почти не отличался от тех, кто выходил играть во втором тайме против Франции.
К 9 октября 1999 года у россиян были наиболее реальные шансы занять первое место в группе благодаря ничейному результату 0:0 в игре Украины и Франции от 4 сентября. Сборной России надо было обыграть обязательно сборную Украины, однако в «Лужниках» встреча завершилась драматичной ничьей 1:1, которая вкупе с параллельной победой Франции над Исландией со счётом 3:2 оставила россиян без чемпионата Европы, а французов вывела на первое место в группе, вследствие чего французы поехали на чемпионат Европы 2000 года и в итоге выиграли его. На тот матч Романцевым не был вызван Александр Мостовой, поскольку тот якобы не проявил достаточного мужества, которое требуется от спортсменов в таких матчах, а сам Романцев сказал, что не было гарантии, что Мостовой не травмируется до матча.
Следующий матч сборной России против Франции состоялся 17 апреля 2002 года на том же «Стад де Франс» в рамках подготовки к чемпионату мира в Японии и Южной Корее. Игра завершилась нулевой ничьей, а после финального свистка в подтрибунном помещении произошла драка между игроками: поводом для драки стали постоянные фолы Валерия Карпина против французских игроков, которые вылились в несколько стычек на поле по ходу матча.

## Матч в культуре
- Игра состоялась ровно за день до 200-летнего юбилея со дня рождения Александра Сергеевича Пушкина, поэтому этот матч некоторые журналисты назвали символической местью «Родине Дантеса от потомков Пушкина»[70]. Выпуски информационных программ (например, «Итоги» с Евгением Киселёвым) на следующий день начинались именно с новости о завершившемся матче, а не с сообщения о 200-летнем юбилее[71], и в целом в сетке вещания совмещались как программы, посвящённые Пушкину, так и программы о победном матче[30]. Ведущий лотереи «Русское лото» также поздравил телезрителей с юбилеем Пушкина и победой России в Париже[12].
- 14 августа 1999 года на ОРТ, согласно опубликованной в газете «КоммерсантЪ» программе передач, должен был быть показан матч чемпионата России по футболу ЦСКА — «Спартак»[72], однако по просьбе спартаковцев матч был перенесён. В итоге в последний момент руководством ОРТ было принято решение повторно показать в записи парижский матч[12][73][74].
- В песне «Моё сердце» группы «Сплин» есть строка «французам не забивал», являющаяся явной аллюзией на этот матч. В одном из своих интервью Александр Панов поблагодарил Александра Васильева за эту песню[11][75].